# Zoutelande

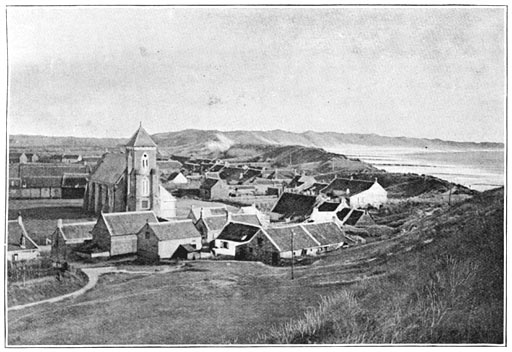
Zoutelande im Jahre 1906

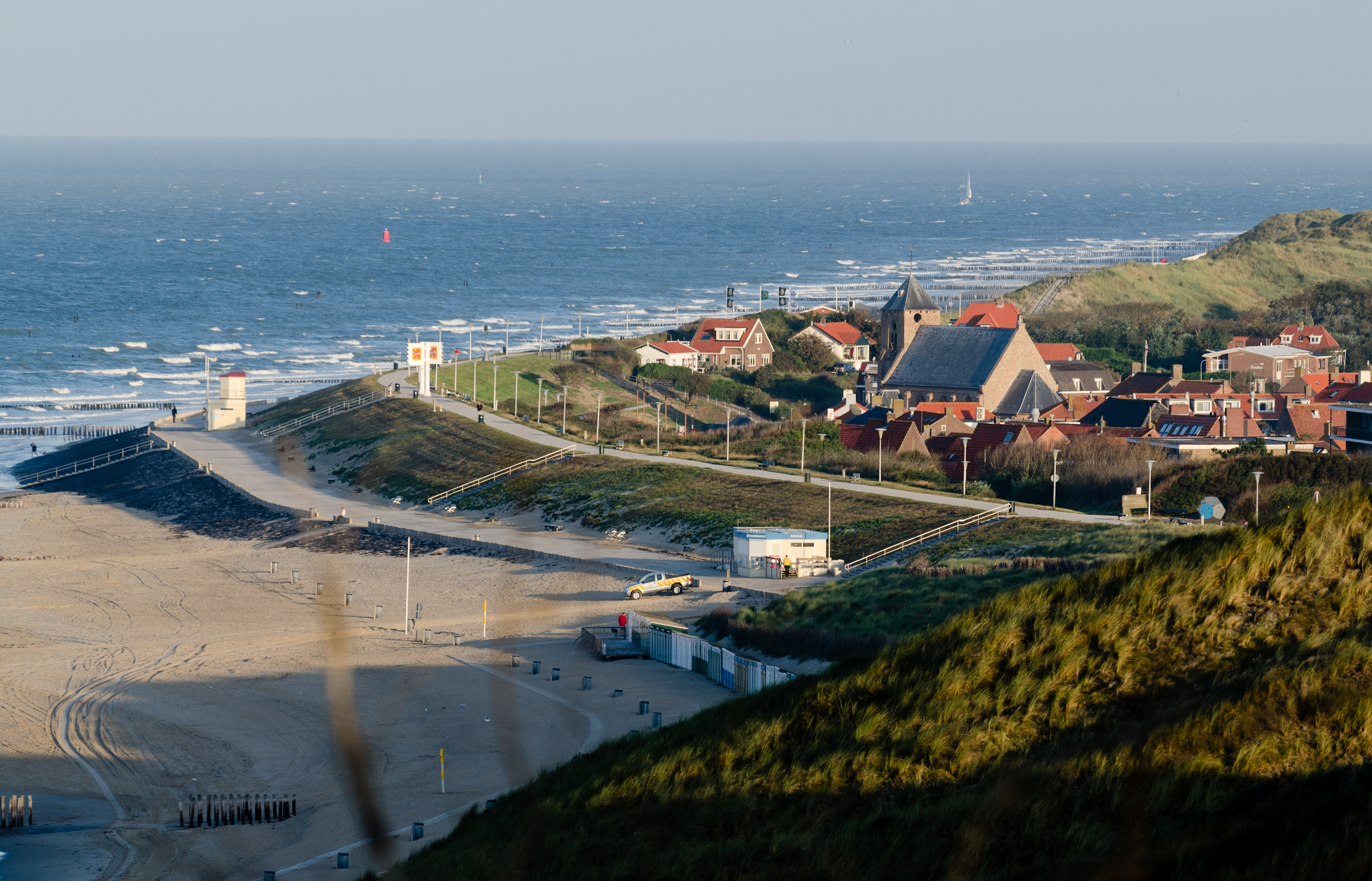
Blick auf Zoutelande (2012)

Zoutelande (seeländisch Zoetelande) ist ein Dorf in der niederländischen Provinz Zeeland und gehört zu der aus insgesamt 13 Dörfern bestehenden Gemeinde Veere. Zoutelande hat 1625 Einwohner (Stand: 1. Januar 2024) und besteht aus dem Kernort und den Weilern Boudewijnskerke, Sint Janskerke, Snabbeldorp und Werendijke. Bis zum 30. Juni 1966 war Zoutelande eine selbständige Gemeinde.
Der Tourismus ist für das heutige Zoutelande die wichtigste Einkommensquelle. Zoutelande wird daher zusammen mit den Stränden von Dishoek und Westkapelle die Zeeländische Riviera genannt und gehört mit seinem einzigen Südstrand der Niederlande zu den am meisten besuchten Badeorten an der zeeländischen Küste. Ganze Straßenzüge werden jährlich an die zuströmenden Besucher vermietet. Sogar die Bauernhöfe beteiligen sich durch Minicampings, also das so genannte Kampieren auf dem Bauernhof, am Tourismusgewerbe. Als besondere Attraktion werden im Sommer Ringreiten-Turniere veranstaltet.
Zoutelande ist das Ziel des jährlich am ersten Wochenende im Oktober stattfindenden Zeeland-Küstenmarathons, der in Burgh-Haamstede startet.
Genau wie Domburg war auch Zoutelande Ende des 19. und Anfang des 20. Jahrhunderts sehr beliebt bei niederländischen Kunstmalern, das zeeländische Licht wird oft gelobt. Der Lichteinfall am Wasser färbt den Himmel anscheinend brillanter als anderswo.

## Sehenswürdigkeiten

### Kirche

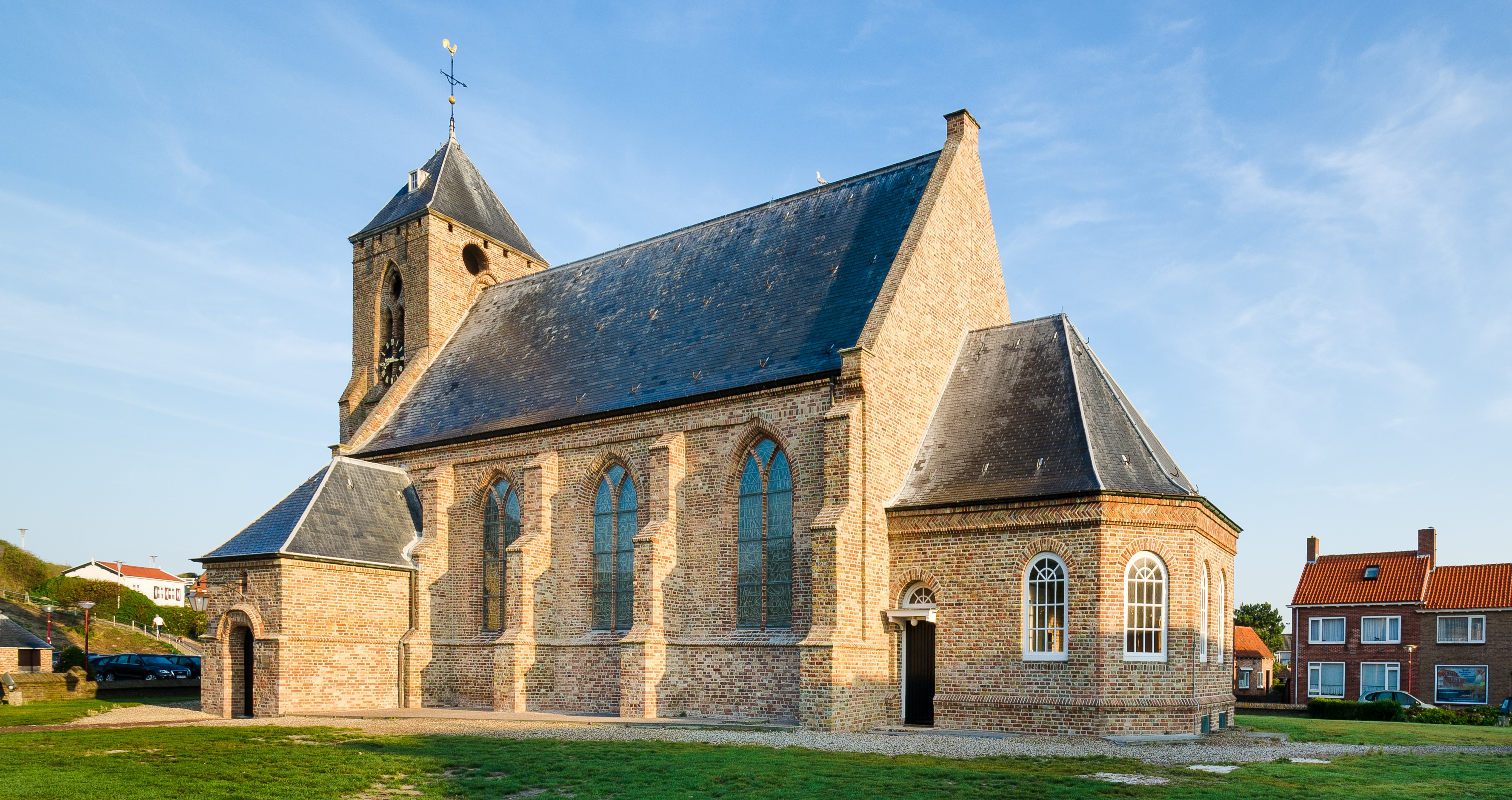
Katharinenkirche im Zentrum von Zoutelande

Auf einem freien runden Dorfplatz steht die um 1270 errichtete (ursprünglich katholische) Catharinakerk der Nederlands Hervormde Kerk mit einem Turm, der noch Fragmente der Backsteingotik des späten 13. Jahrhunderts hat. Das Kirchenschiff wurde im 14. Jahrhundert erbaut. 1735 fand ein umfassender Umbau der Kirche statt, die mit Ausnahme des erst nach dem Zweiten Weltkrieg angebauten Konsistorialzimmers ihre heutige Form erhielt. Im Jahr 2011 wurde die Kirche gründlich restauriert und neu eingerichtet. Die evangelische Kirchengemeinde Zoutelande ist legendarisch mit dem Namen Sankt Willibrord verbunden. In den Sommermonaten werden geführte Besichtigungen der Catherinakerk angeboten.
Die ursprüngliche Willibrordusquelle (niederländisch: Willibrordusbron, -put) ist bei der Anlage des neuen Seedeichs verloren gegangen. Der Brunnen, der von Willibrordus gegraben sein soll, stammte aus dem 16. Jahrhundert, so sagt die Überlieferung, und hatte heilkräftiges Wasser geliefert. Durch Abspülen der Küste verschwand der Brunnen schließlich im Meer. Einige Male wurde ein neuer Brunnen gegraben, aber auch diese verschwanden später durch Erweiterung des Deiches. Zur Erinnerung stellte man in den 1980er Jahren am Deich einen Nachbau auf.

### Windmühle
Im Molenweg befindet sich eine Windmühle aus dem Jahr 1722, die als Kornmühle eingesetzt wurde und in der bis zum Dezember 1970 mittels Windkraft Getreide gemahlen wurde. Die Mühle besteht aus einem steinernen Turm mit drehbarer Kappe und besitzt ein Radkreuz mit einer Spannweite von 21,66 Metern, das regelmäßig in Betrieb gesetzt wird.

### Bunker
Als Teil des Atlantikwalls finden sich in der Umgebung zahlreiche Bunkerüberreste aus dem Zweiten Weltkrieg. Das nur in den Sommermonaten geöffnete Zoutelander Bunkermuseum ermöglicht die Besichtigung zweier von deutschen Streitkräften in den Dünen errichteten Bunkern. Hierbei handelt es sich um einen Doppelgruppenunterstand und um einen Beobachtungsposten.

### Leuchtturm

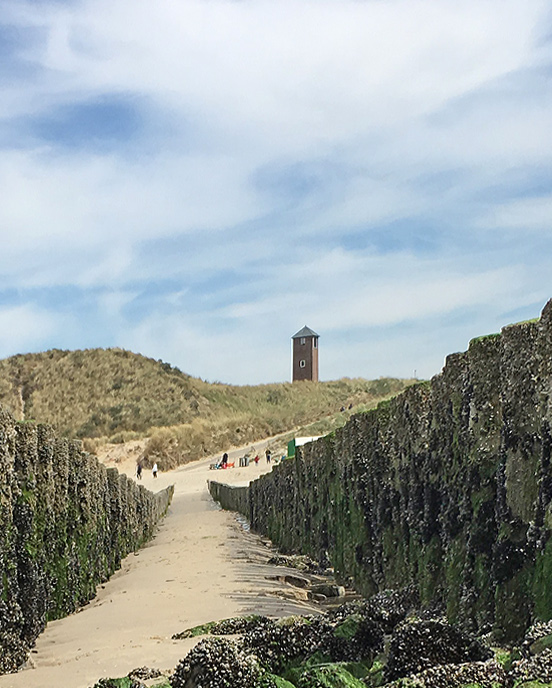
Leuchtturm 'De Sergeant'

Der Leuchtturm 'De Sergeant' bildet zusammen mit den Leuchttürmen in Westkapelle ein Richtfeuer, das den Schiffen die Einfahrt in die Fahrrinne Oostgat weist.
Er wurde 1951 gebaut und ist 12,8 m hoch. Das Leuchtfeuer befindet sich auf einer Höhe von 21 m über dem Meeresspiegel. Die Kennung ist F.W., er leuchtet also dauerhaft mit weißem Licht. Der Leuchtturm ist nicht zugänglich und nicht zu besichtigen.

## Orte und Plätze
Zoutelande hat zwei Kirchen, mehrere Restaurants und Geschäfte, einen Campingplatz und mehrere Minicampings und einen Bungalow- und Ferienhauspark (Het Kustlicht). Der Zugang zum Strand ist zum Schutz der Dünen nur über besonders gekennzeichnete Wege möglich, die alle 200–300 Meter den Deich kreuzen und nur zum Teil rollstuhlgerecht ausgebaut sind. Am Strand sind mehrere Restaurants und Imbisse, die zum Schutz vor Sturmfluten auf Pfählen gebaut wurden. Außerdem gibt es am westlichen Rand des Ortes einen Fußballplatz (2 Rasenfelder) und eine Tennisanlage sowie südwestlich des Ferienhausparks Het Kustlicht einen von dem belgischen Golfplatz-Architekten Bruno Steensels entworfenen 9-Loch Golfplatz.

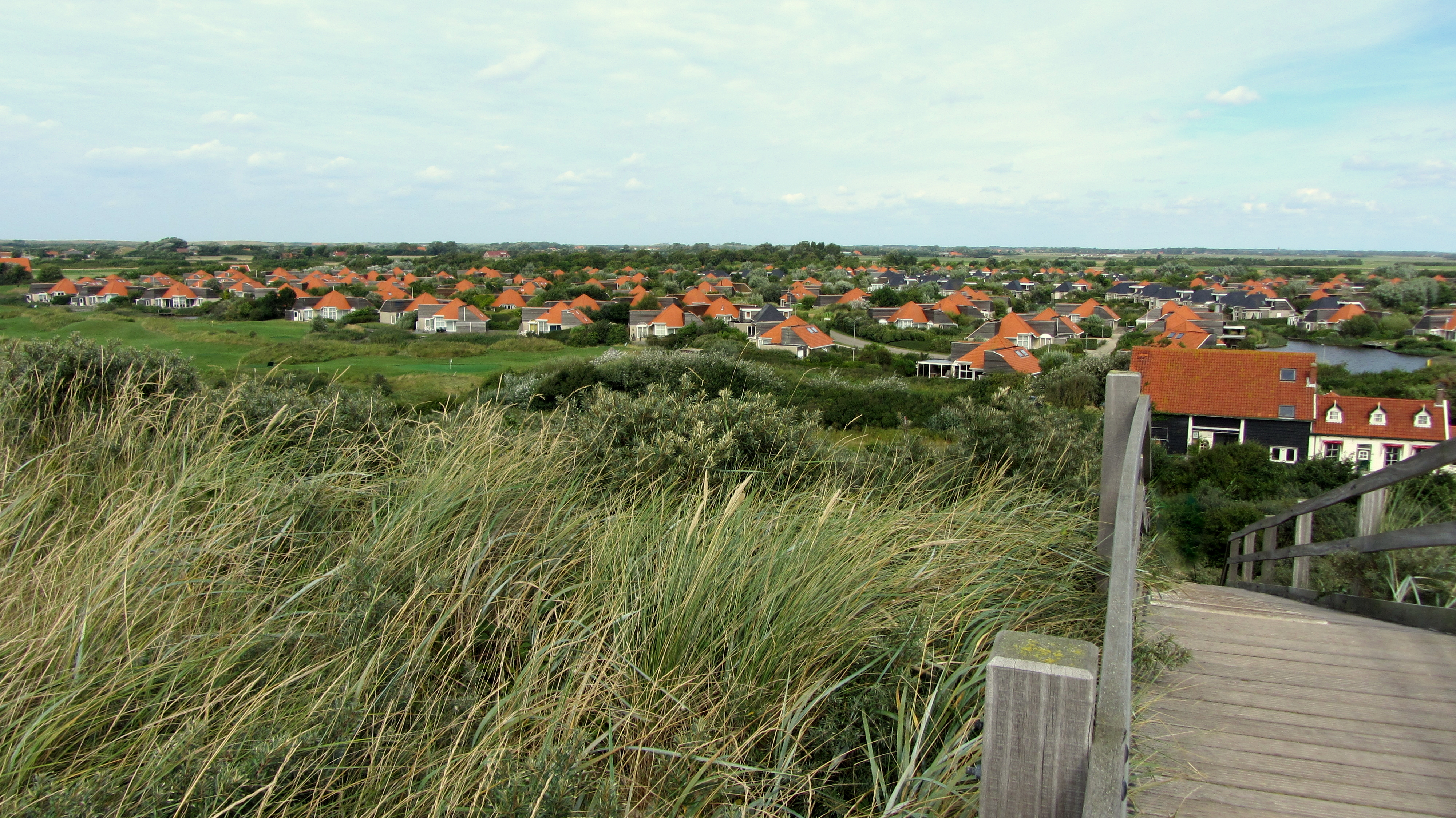
Blick über Bungalowpark "Het Kustlicht", Zouteland

## Straßen und Infrastruktur
Der Durchgangsverkehr umgeht den verkehrsberuhigten Ortskern mit seinen kleinen gepflasterten Straßen auf dem provinciale weg 288. Dieser verläuft durch Zoutelande und verbindet den Ort mit Westkapelle im Nordwesten und Vlissingen im Südosten, wo auch Anschluss an die niederländische A 58 besteht.

## Verstärkung des Küstenschutzes 2009
In der Zeit von März bis Oktober 2009 wurde der bestehende Küstenschutz auf einer Länge von 1,1 Kilometern erweitert und verstärkt. Dazu wurde an beiden Seiten des bestehenden Deiches zunächst ein Teil der Dünen abgegraben und später durch eine verbesserte und verstärke Anbindung des Deiches an die Dünen ersetzt. Im mittleren Teil des Deiches wurde die alte Steinverkleidung entfernt und durch eine neue Steinlage ersetzt. Der auf der Deichkrone verlaufende Weg sowie der breite Betonweg zur Seeseite erhielten einen Asphaltbelag. Der zwischen den Wegen befindliche Teil des Deiches erhielt eine neue Steinverkleidung.

## Persönlichkeiten
- Antje Ball (1833–1911), Dichterin und Kohlenhändlerin

## Galerie

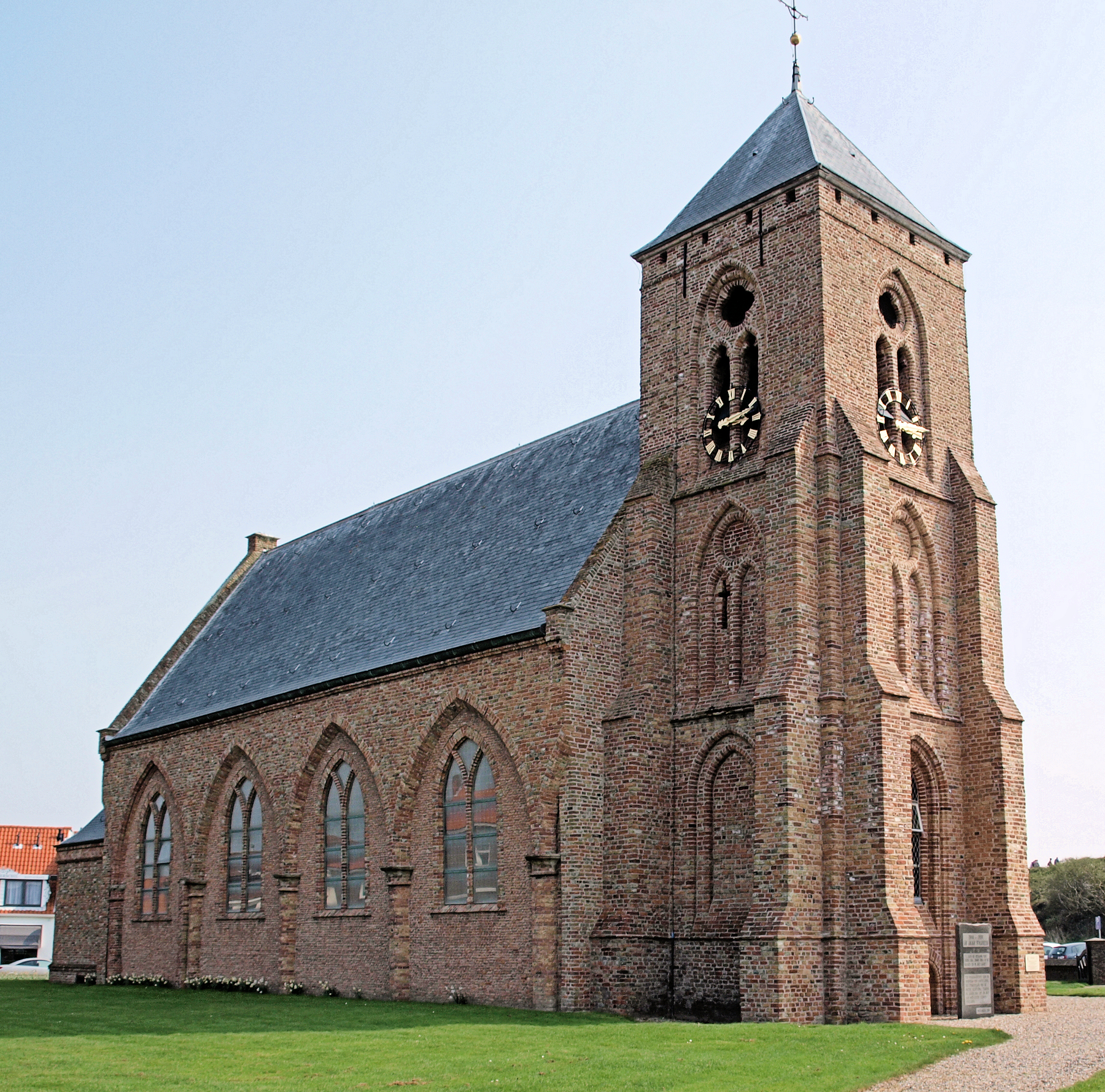
Reformierte Dorfkirche / Catharinakerk von Zoutelande
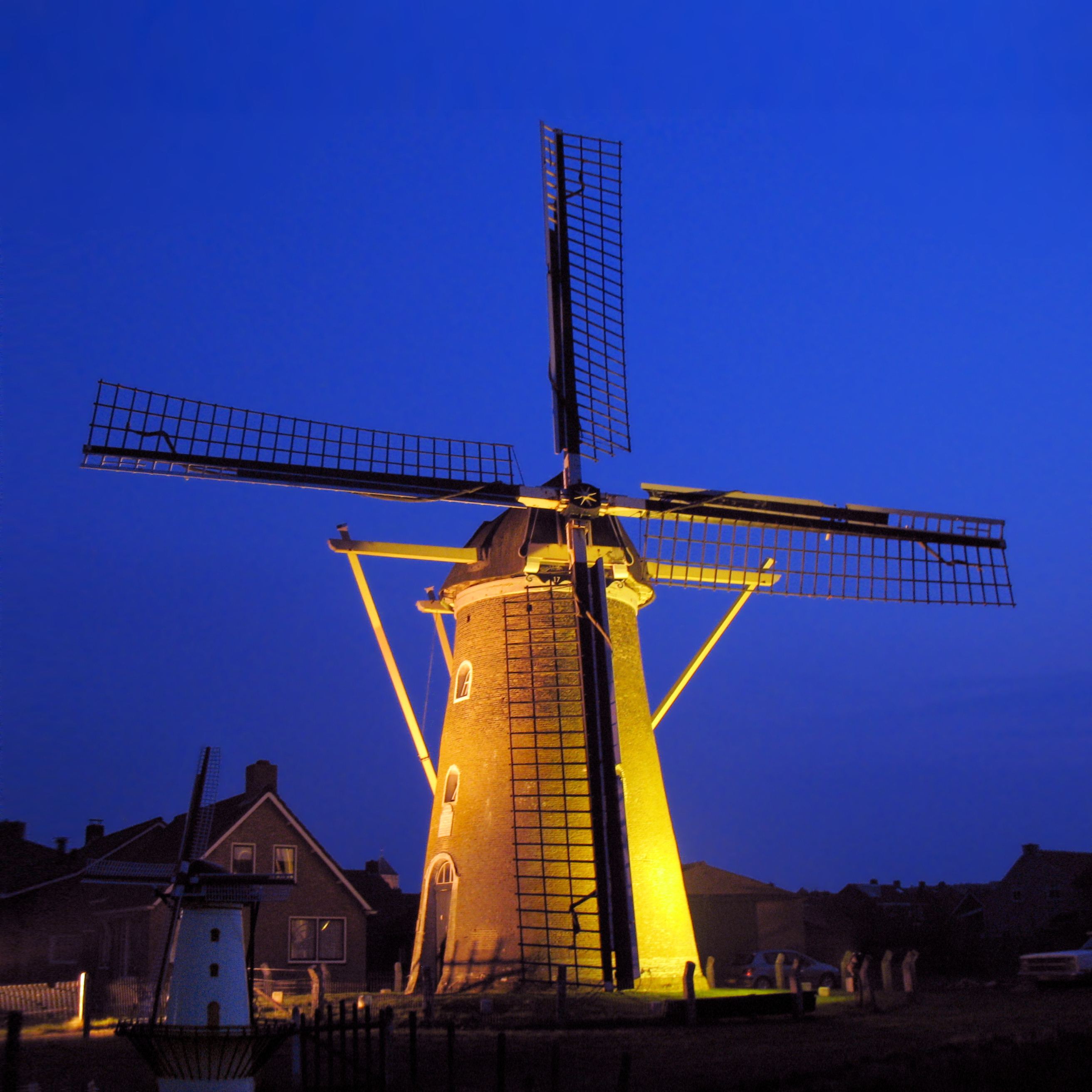
Kornmühle
Der Eingang zum Bunkermuseum im Sommer 2004
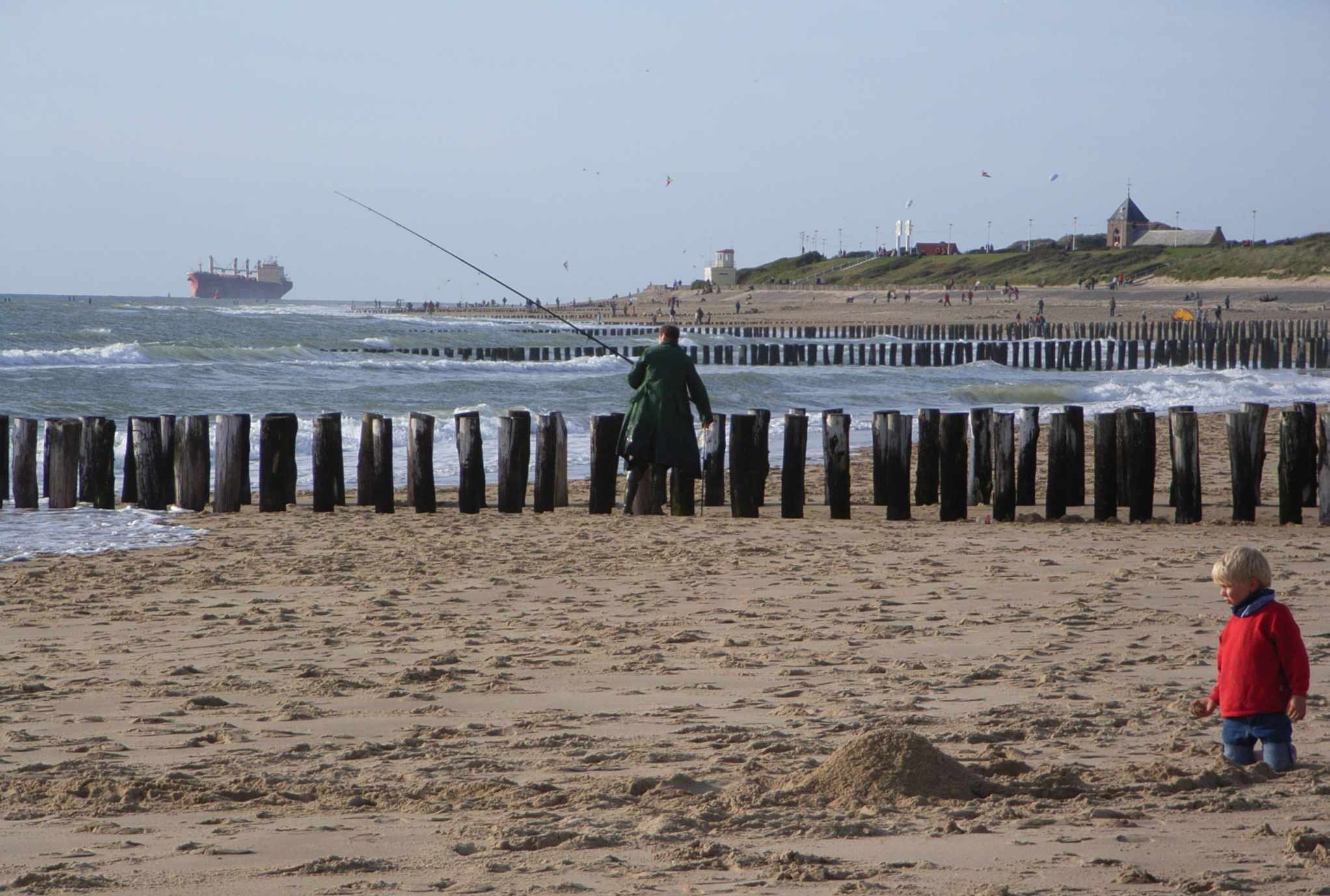
Deich und Strand
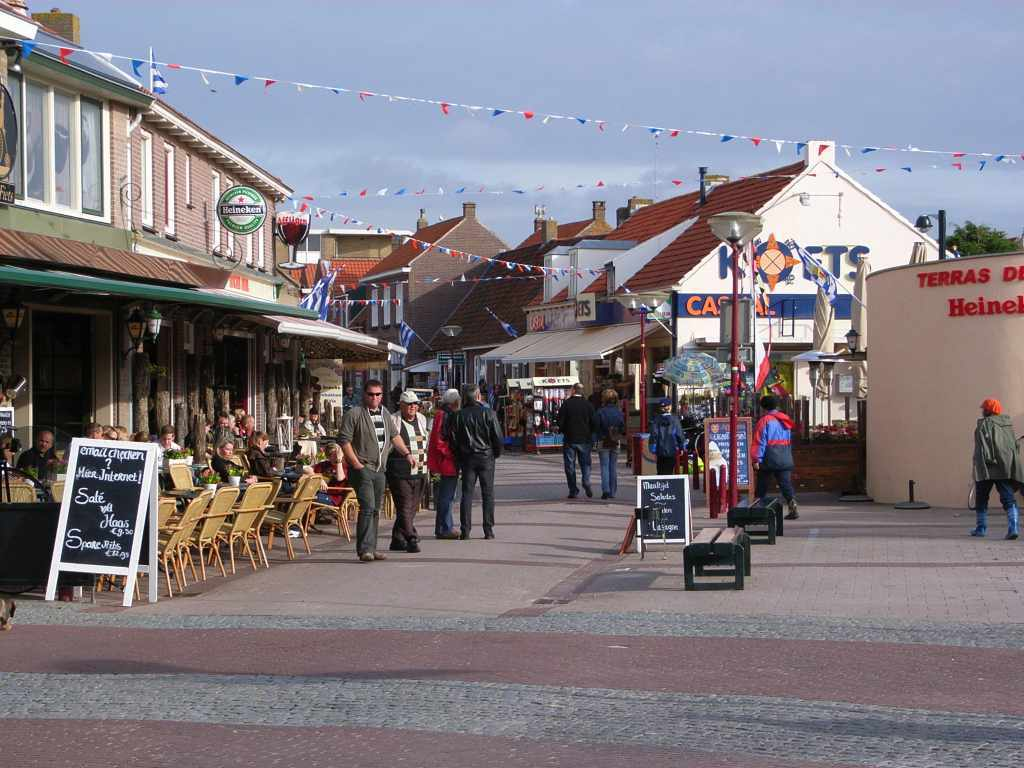
Einkaufsstraße
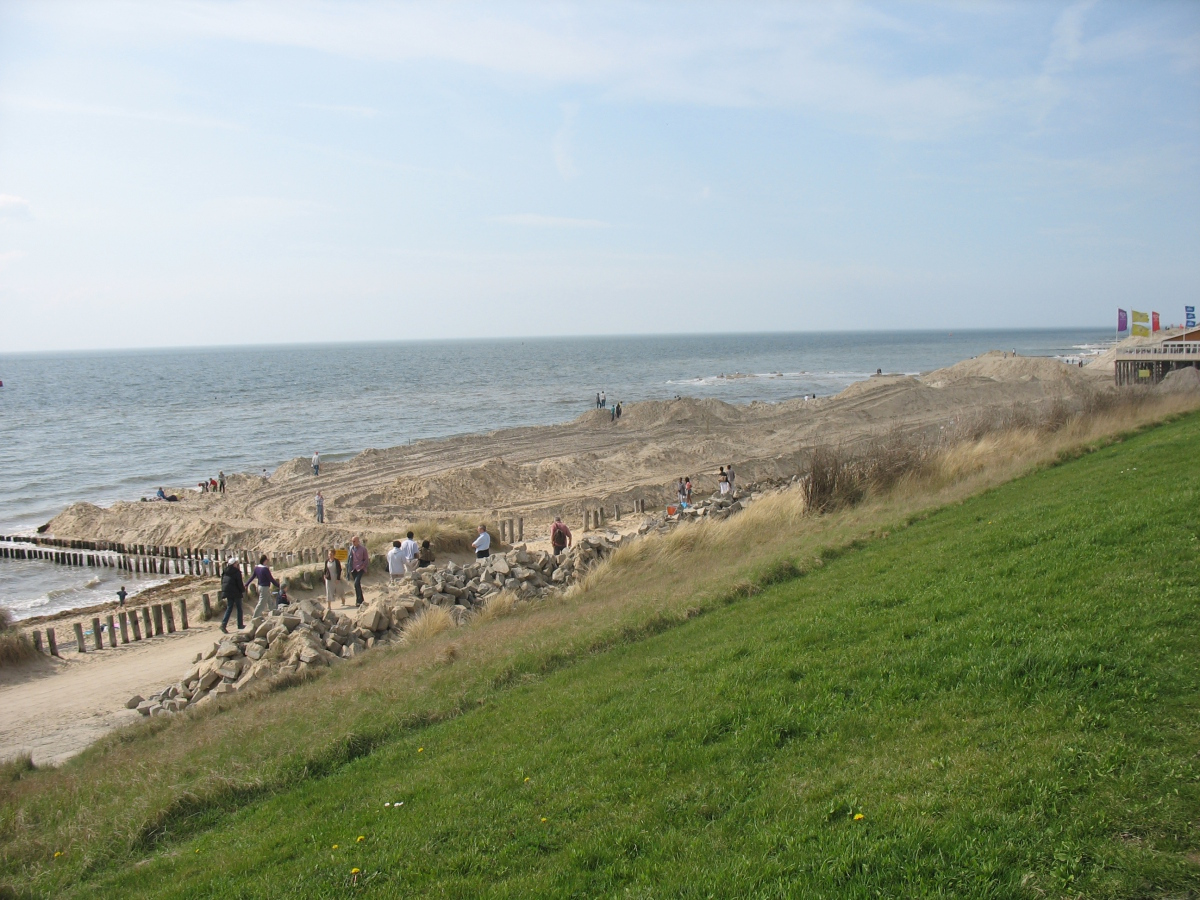
Erweiterung des Küstenschutzes 2009
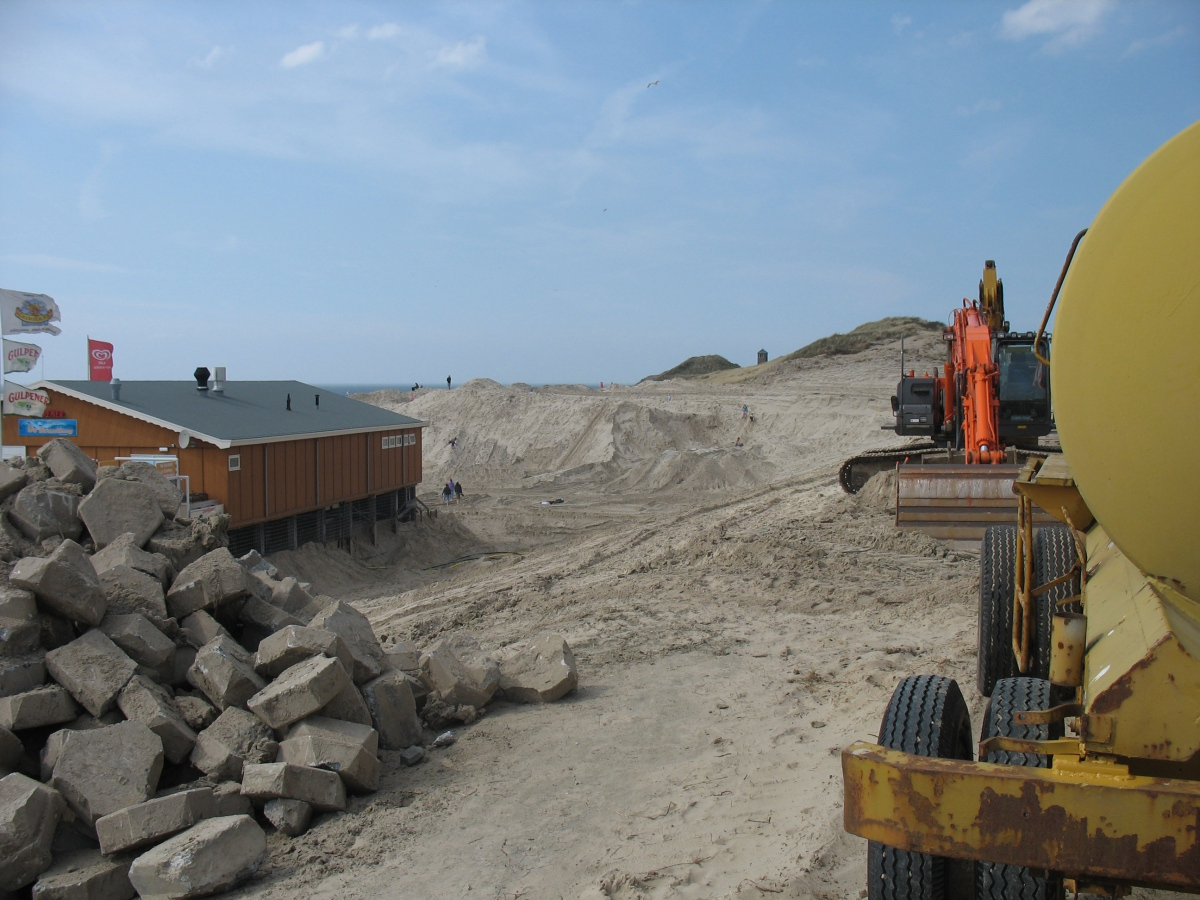
Erweiterung des Küstenschutzes 2009. Im Hintergrund das Kustlicht
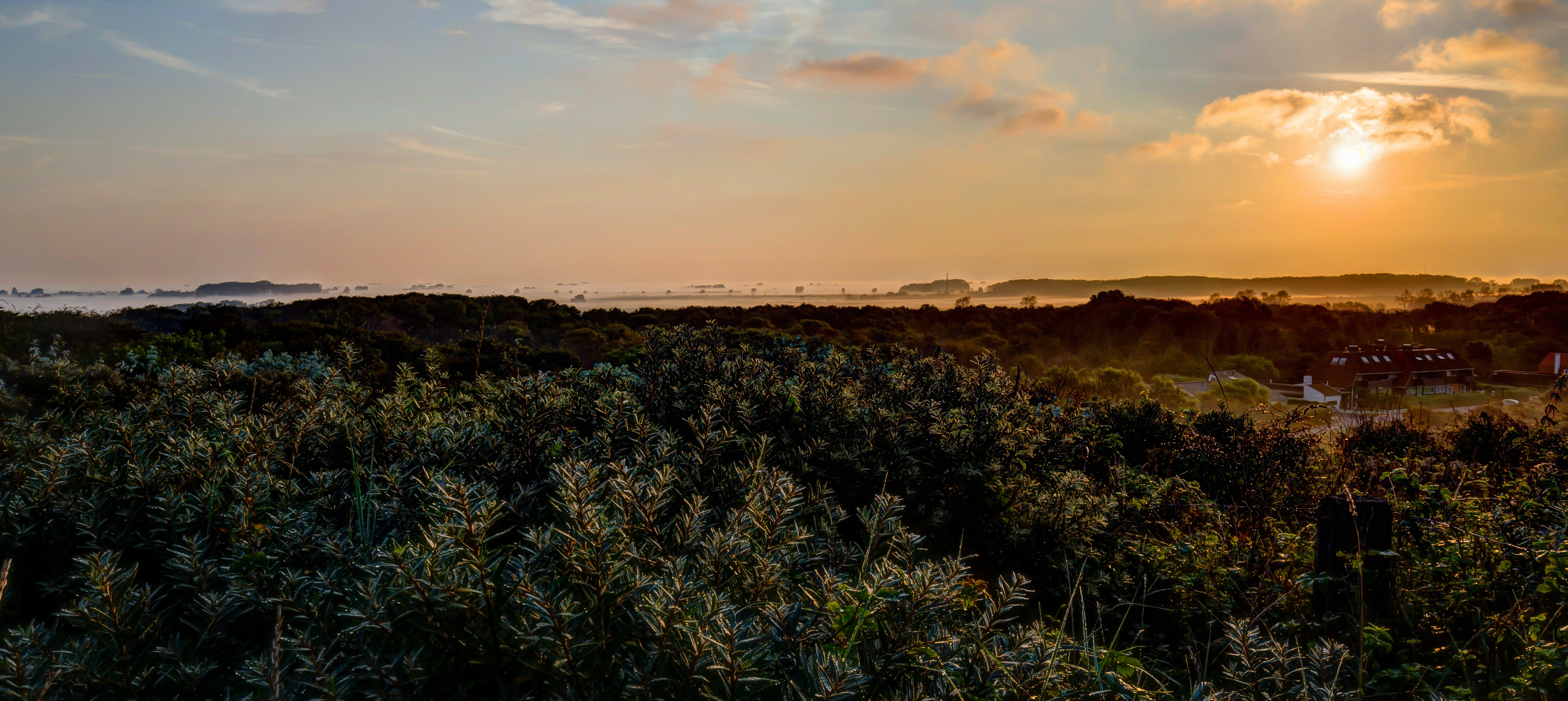
Sonnenaufgang mit Nebel, vom Strand aus gesehen
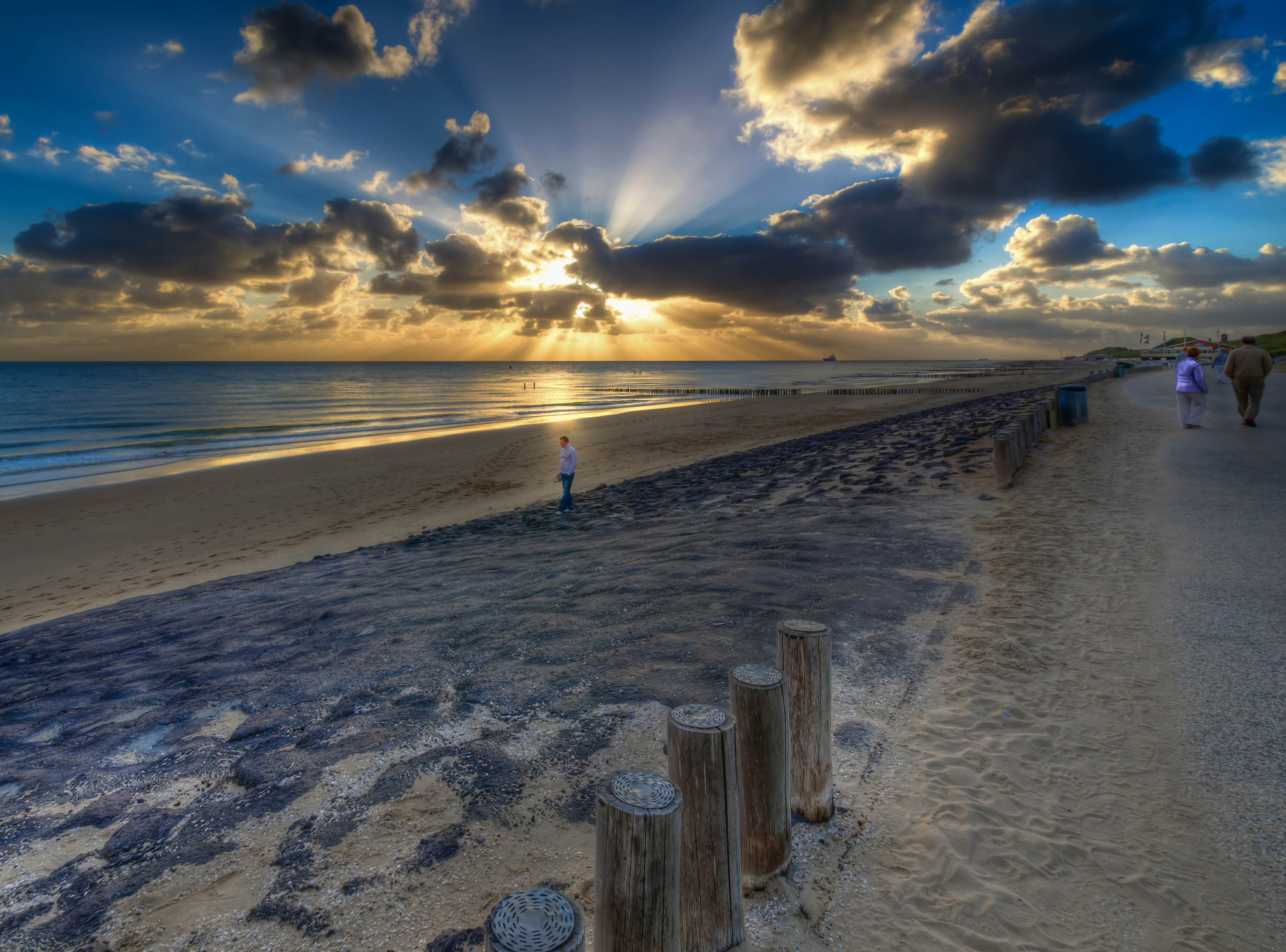
Sonnenuntergang an der Promenade von Zoutelande
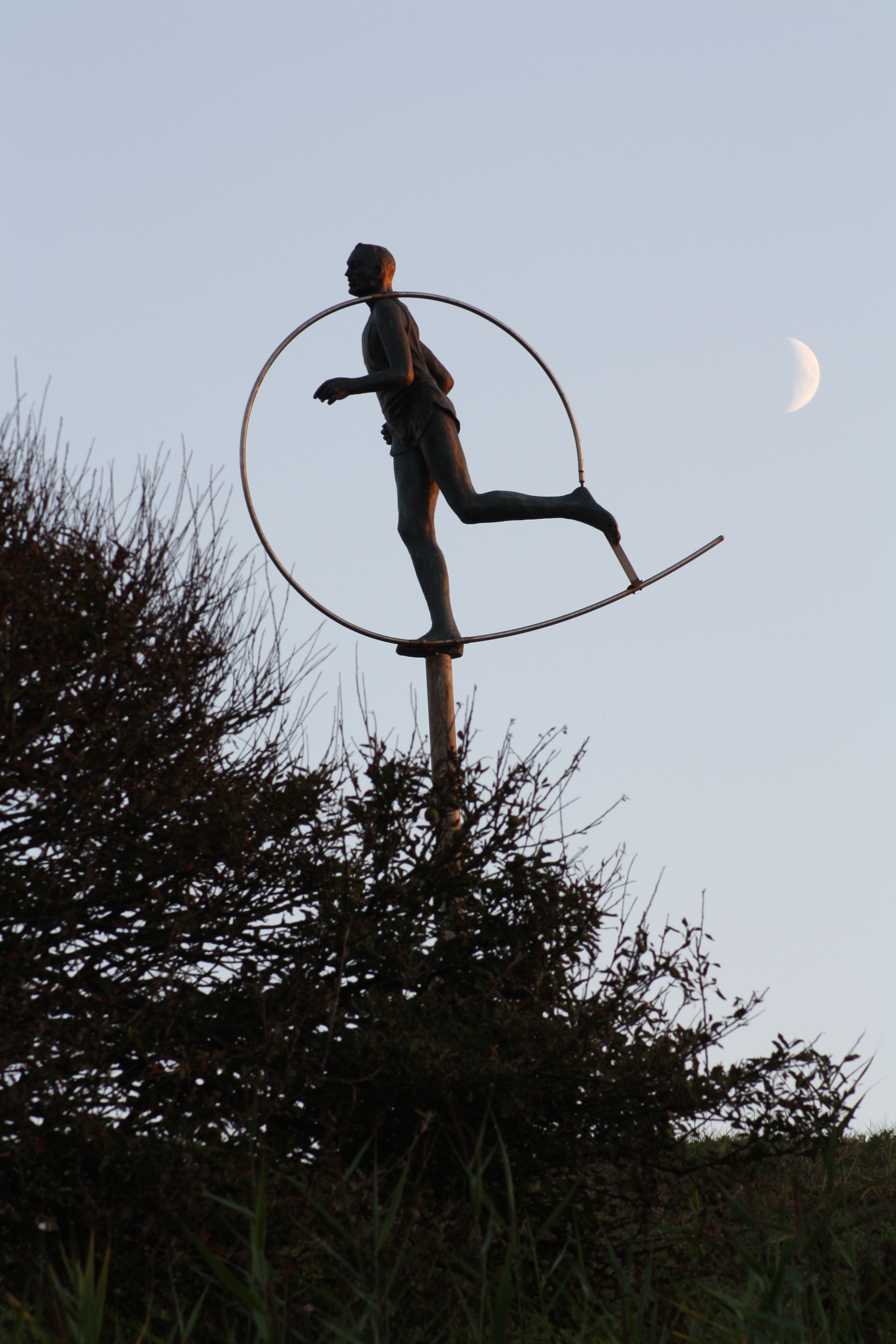
Die Bronze-Skulptur für den jährlichen Zeeland-Küstenmarathon, der in Burgh-Haamstede beginnt und in Zoutelande endet